# Муравська Руслана Русланівна
Руслана Русланівна Муравська (нар. 11 травня 2000) — українська легкоатлетка, майстер спорту України міжнародного класу з легкої атлетики.

## Життєпис
Вихованка Тернопільського регіонального центру «Інваспорт». Тренер — Михайло Васірук.
Студентка [Луцький інститут розвитку людини Університету «Україна»] https://www.facebook.com/lirol.edu

## Досягнення
Срібна призерка Чемпіонату Світу та кількаразова призерка Чемпіонатів Європи. Від 2021 року отримує стипендію Тернопільської міської ради як одна із кращих спортсменів.
У червні 2022 року стала переможницею відкритого чемпіонату Хмельницької області з легкої атлетики в стрибках у висоту.
Станом на травень 2022 року здобула 138 медалей, з яких 62 золотих, 38 срібних та стільки ж бронзових нагород.